# 보부상
보부상(褓負商) 혹은 부보상(負褓商)은 봇짐장수와 등짐장수를 통틀어 이르는 말이다. 부상(負商)은 삼국시대 이전에 보상은 신라 때부터 있었는데, 상호 간에 규율, 예절, 상호 부조의 정신이 아주 강하였으며, 조선 시대부터 활발한 활동을 전개하여 나라가 위급할 때마다 식량을 조달하는 따위의 많은 일을 하였다.

## 기원
보부상은 삼국시대 이래 농업생산자·가내 수공업자(家內手工業者)·시장상인 등과 소비자 사이의 물물 교환을 매개하던 행상인이 그 원형일 것으로 생각되고는 있으나 정확한 기록은 없다. 다만 공양왕 때 보부상을 시켜 소금을 운반했던 기록이 정사에 등장한다. 조선 말기 고종 때 발행된 혜상공국서(惠商公局序)와 완문(完文)의 기록에 따르면 보부상들은 자신들의 시작을 기자조선 때 부상들을 동원 느티나무를 심게한데서 유래한다고 주장하고 있으며, 위화도 회군 때 보부상의 회두인 토산인 백달원이 800여 명의 보부상 회원들을 동원해 군량미를 운반해 줬는데, 왕이 된 이성계가 그들의 공로를 기억하여 각종 행상권을 전담시켰다고 한다. 그후 그들을 단속하고 지원할 '보부청(褓負廳)'을 조선 조정이 설치하면서 공인이 된 것으로 알려져 있다.

## 보부상의 길드적 성격
길드는 배타적인 자격 요건과 내부 서열, 독점적 상행위 권리를 특징으로 한다. 부상(負商,등짐장수)은 나무그릇, 토기 등과 같은 저가의 생활용품을 대량으로 지게에 지고 다녔는데 어염(魚鹽) ·토기 ·목기 ·목물(木物) ·수철(水鐵) 등 다섯 물건의 전매권이 부여되었다. 이에 대해 보상(褓商,봇짐장수)은 필묵, 금·은·동 제품 등의 정밀한 세공품(細工品)을 보자기에 싸서 휴대하거나 질빵에 걸머지고 다녔다. 부상(負商)과 보상(褓商)은 두 개의 상단(商團)으로 나뉘어 있었고 취급하는 물품도 구분하여 서로 침범하지 않았다.
보부상단은 일반적으로 몇 개의 군·현을 묶어 각 지점의 관할단위로 삼아 임소(任所)를 두고 본방(本房,임소의 우두머리) 1인을 선출하여 사무를 총괄하게 두고, 본방들 중 접장(接長)을 선출하여 지점을 대표하게 했다. 한성부의 본부에서는 접장들 중 다시 도접장(都接長)을 뽑아 8도의 각 단위를 대표하게 했다. 접장을 거친 사람은 반수(班首)나 영위(領位)에 오르는데 일종의 명예직이었으며, 조선 건국을 도왔던 백달원이 초대 도반수(都班首)에 오른 것이 시초이다. 그들은 지역적으로 각기 정해진 기율에 따라 접장(接長)의 소임과 권한을 정해 행상들을 통솔했으며 일종의 신분증인 도서(圖書)를 발급해 소속 행상들의 신분을 보장해줬다. 이를 통해 보부상단은 전국적 네트워크를 갖추고 영향력을 발휘했다.
다음은 이들의 길드적 성격을 보여주는 내부 상규이다.
- 환난상구(患難相救) : 어려울 때 서로 돕는다는 뜻으로 행상들이 무뢰배나 지방관의 사적 갈취로부터 보호받을 수 있게 하기 위함이다.
- 조동모서(朝東暮西) : 아침에 동쪽 저녁에는 서쪽이라는 뜻으로, 근면성실히 일하며 서로 같은 소속임을 잊어선 안됨을 재차 확인시키는 항목이다.
- 병구사장(病救死葬) : 일면식이 없을지라도 객지에서 급병으로 드러누운 보부상을 보거든 돕고, 혹시 객사한 보부상을 발견하거든 반드시 묻어줘야 한다.

## 조선 전기 부보상
태조 이성계는 1392년 건국과 더불어 부보상이라는 명칭을 하사한다. 건국된 이후, 이성계는 보부상들의 공로를 인정해 각종 행상권을 전담시켰으며 독점적인 전매권을 보장해줬다. 보부상들은 전국적 네트워크를 배경으로 평화시에는 장사를 했고 전시에는 군량수송의 중요임무를 도맡았다.

## 조선 중기 이후 주요 연혁
1592년(선조 25년) 임진왜란 중 행주산성의 권율에게 양식을 조달했다.
1636년(인조 14년) 병자호란 때는 청나라 군의 포위망을 뚫고 남한산성 안으로 양곡을 조달했다.
1811년(순조 11년) 홍경래(洪景來)의 난 때는 의주 접장 허항(許沆)이 부상(負商) 천여 명을 거느리고 와서 진압에 협력했다.
1866년(고종 3년) 병인양요 때는 강화도에 군량을 운반했다. 보부청(褓負廳)이 설치되어 그동안 따로 관리되던 부상단과 보상단을 통합 관장(管掌)했으며, 고종의 형인 이재면(李載冕)이 초대 청무(廳務)를 맡았다.
1883년(고종 20년) 대원군 일파가 쫓겨나고 정부 조직이 일신되면서 혜상공국(惠商工局)이 설치됐는데, 보부청도 그아래 통합되어 군국아문(軍國衙門)의 관할을 받게 됐다.
1885년(고종 22년) 혜상공국은 상리국(商理局)으로 개칭, 부상을 좌단(左團), 보상을 우단(右團)으로 새로 명명했다.
1894년(고종 31년) 동학농민운동 때에는 엄순영(嚴順榮)·송학헌(宋鶴憲)·최해승(崔海昇) 등이 보부상 백여 명을 동원해서 조선 관군과 일본 연합군의 길잡이가 되어 난을 진압하는데 일조했다.
1898년(광무 2년) 황국협회가 만들어지면서, 보부상 관리의 업무는 혜상공국에서 황국협회로 이관되었다. 독립협회의 만민 공동회를 습격하여 독립협회와 함께 해산되었다.
1899년(광무 3년) 상리국의 좌·우단은 상무사(商務社)에 이속되고 좌단은 좌사, 우단은 우사로 개칭했다. 후에 상무사는 진흥회사로 개칭됐고 보부상 활동 확장을 꾀했으나 이미 정치경제적 환경은 크게 변한 뒤였다.

## 같이 보기
- 객주
- 도고
- 여각
- 황국협회

## 관련 문화재
- 울산 보부상단 문헌자료 (울산광역시 민속문화재 제1호)